# Archaeohyracidae
Az Archaeohyracidae az emlősök (Mammalia) osztályának Notoungulata rendjébe, ezen belül a Hegetotheria alrendjébe tartozó család.

## Tudnivalók
Az Archaeohyracidae-fajok Dél-Amerika területén éltek, a késő paleocén korszaktól az oligocén kor végéig.
Cifelli (1993) szerint, ezt a családot át kéne helyezni a Typotheria alrendbe, azért, hogy az parafiletikus csoport lehessen.

## Rendszerezés
A családba az alábbi 4 nem tartozik:
- Archaeohyrax
- Bryanpattersonia
- Eohyrax
- Pseudhyrax

### Fordítás
- Ez a szócikk részben vagy egészben  az   Archaeohyracidae című angol Wikipédia-szócikk fordításán alapul.  Az eredeti cikk szerkesztőit annak laptörténete sorolja fel. Ez a jelzés csupán a megfogalmazás eredetét és a szerzői jogokat jelzi, nem szolgál a cikkben szereplő információk forrásmegjelöléseként.